# Wahlprüfungsausschuss
Der Wahlprüfungsausschuss des Deutschen Bundestags ist ein Bundestagsausschuss. Es besteht eine Namensverwandtschaft mit dem Ausschuss für Wahlprüfung, Immunität und Geschäftsordnung, allerdings sind die Aufgaben und die Zusammensetzung der Mitglieder nicht deckungsgleich.

## Grundlage und Aufgabe des Ausschusses
Grundlage der Wahlprüfung ist das Wahlprüfungsgesetz. Die Wahlprüfung der Bundestagswahl und der Europawahl in Deutschland ist grundsätzlich Aufgabe des Deutschen Bundestags. Dieser „entscheidet über die Gültigkeit der Wahlen zum Deutschen Bundestag und die Verletzung von Rechten bei der Vorbereitung oder Durchführung der Wahl“. Um dieser Aufgabe nachzukommen, wird der Wahlprüfungsausschuss aus neun Abgeordneten der im Bundestag vertretenen Fraktionen durch das Plenum gewählt. Der Ausschuss ist das vorbereitende Beschlussorgan des Bundestags in Wahlprüfungsangelegenheiten und besteht für die Dauer einer Legislaturperiode.

## Mitglieder

### 20. Legislaturperiode
In der 20. Legislaturperiode wurde der Wahlprüfungsausschuss am 11. November 2021 eingesetzt. Er setzt sich aus je drei Mitgliedern der SPD-Bundestagsfraktion und der CDU/CSU-Bundestagsfraktion, sowie je einem Mitglied der Bundestagsfraktion Bündnis 90/Die Grünen, FDP-Bundestagsfraktion und AfD-Bundestagsfraktion zusammen. Die Linksfraktion stellt ein beratendes Mitglied. Die Konstituierende Sitzung fand am 27. Januar 2022 statt, auf der Daniela Ludwig zur Vorsitzenden gewählt wurde.
Mit Fristablauf, zwei Monate nach der Bundestagswahl 2021, waren 2.121 Einsprüche gegen die Gültigkeit der Wahl eingegangen.
Am 24. Mai 2022 wurde in einer mündlichen Verhandlung über einen Einspruch des Bundeswahlleiters zum sogenannten Berliner Wahlgeschehen beraten. Nicht nur handelte es sich um die erste Wahlprüfungsbeschwerde eines Bundeswahlleiters, sondern auch um die erste mündliche Verhandlung in der Geschichte des Ausschusses.
| SPD                                    | CDU/CSU                                                 | Grüne                  | FDP                                       | AfD                    |
| Ordentliche Mitglieder                 | Ordentliche Mitglieder                                  | Ordentliche Mitglieder | Ordentliche Mitglieder                    | Ordentliche Mitglieder |
| -------------------------------------- | ------------------------------------------------------- | ---------------------- | ----------------------------------------- | ---------------------- |
| Esther Dilcher * (Stellv. Vorsitzende) | Daniela Ludwig * (Vorsitzende) Ab dem 16. Dezember 2021 | Till Steffen           | Florian Toncar Bis zum 13. Januar 2022    | Thomas Seitz *         |
| Mahmut Özdemir                         | Michael Frieser Bis zum 16. Dezember 2021               |                        | Lars Lindemann Ab dem 13. Januar 2022     |                        |
| Marianne Schieder                      | Ansgar Heveling *                                       |                        |                                           |                        |
|                                        | Carsten Müller                                          |                        |                                           |                        |
| Stellvertretende Mitglieder            |                                                         |                        |                                           |                        |
| Sonja Eichwede *                       | Oliver Grundmann                                        | Katja Keul             | Otto Fricke Bis zum 13. Januar 2022       | Jochen Haug            |
| Johannes Fechner *                     | Patrick Schnieder *                                     | Awet Tesfaiesus *      | Philipp Hartewig * Ab dem 13. Januar 2022 |                        |
| Dirk Wiese                             | Volker Ullrich                                          |                        |                                           |                        |
| Beratendes Mitglied                    |                                                         |                        |                                           |                        |
| Linke: Alexander Ulrich                |                                                         |                        |                                           |                        |

* Nahmen an der mündlichen Verhandlung am 24. Mai 2022 teil.

### 19. Legislaturperiode
In der 19. Legislaturperiode setzte sich der Wahlprüfungsausschuss aus drei Mitgliedern der CDU/CSU-Bundestagsfraktion, zwei Mitgliedern der SPD-Bundestagsfraktion sowie jeweils einem Mitglied der AfD-Bundestagsfraktion, der FDP-Bundestagsfraktion, der Linksfraktion und der Bundestagsfraktion Bündnis 90/Die Grünen zusammen. Vorsitzender war der CDU-Abgeordnete Patrick Sensburg.
| CDU/CSU                         | SPD                    | AfD                    | FDP                    | Linke                  | Grüne                  |
| Ordentliche Mitglieder          | Ordentliche Mitglieder | Ordentliche Mitglieder | Ordentliche Mitglieder | Ordentliche Mitglieder | Ordentliche Mitglieder |
| ------------------------------- | ---------------------- | ---------------------- | ---------------------- | ---------------------- | ---------------------- |
| Patrick Sensburg (Vorsitzender) | Matthias Bartke        | Thomas Seitz           | Katharina Willkomm     | Friedrich Straetmanns  | Manuela Rottmann       |
| Michael Frieser                 | Marianne Schieder      |                        |                        |                        |                        |
| Ansgar Heveling                 |                        |                        |                        |                        |                        |
| Stellvertretende Mitglieder     |                        |                        |                        |                        |                        |
| Oliver Grundmann                | Esther Dilcher         | Jochen Haug            | Jürgen Martens         | Jan Korte              | Katja Keul             |
| Patrick Schnieder               | Sebastian Hartmann     |                        |                        |                        |                        |
| Volker Ullrich                  |                        |                        |                        |                        |                        |